# Війська національної гвардії Росії
Війська національної гвардії Російської Федерації (рос. Войска национальной гвардии Российской Федерации, ВНГ России) — державна військова організація в Росії, де-юре призначена для забезпечення державної та громадської безпеки, захисту прав і свобод людини та громадянина; утворені із Внутрішніх військ МВС Росії.
Входять до структури Федеральної служби військ національної гвардії Російської Федерації (Росгвардія).
День військ національної гвардії Росії — 27 березня.
Війська національної гвардії Росії беруть участь у російському вторгненні в Україну, проводять каральні та фільтраційні заходи на окупованих територіях України.

## Історія

### Внутрішні війська МВС Росії
Внутрішні війська МВС Росії створено 24 вересня 1992 року після розпаду СРСР. До складу військ увійшли всі колишні формування Внутрішніх військ МВС СРСР, дислоковані на території РРФСР.
Ідея створення національної гвардії виникла на початку 1990-х років, про це, зокрема, телеканалу РБК повідомив віцепрезидент Росії (1991—1993) Олександр Руцькой.
2 квітня 2012 року з'явилися повідомлення про нову спробу створити національну гвардію в Росії, підпорядковану безпосередньо Президенту Росії на базі внутрішніх військ МВС Росії та інших силових структур, у тому числі за рахунок частини сил та засобів, що входять до армії, авіації, флоту та військової поліції Міноборони Росії, а також підрозділи МНС Росії. Того ж року, Державна дума Російської Федерації прийняла, а Рада Федерації схвалила закон, що регламентує діяльність Військ національної гвардії Росії.
Війська національної гвардії Російської Федерації були утворені із Внутрішніх військ МВС Росії указом Президента Росії від 5 квітня 2016 року.

## Участь у бойових діях

### Російське вторгнення в Україну
У 2022 році до російського вторгнення в Україну були залучені підрозділи Військ національної гвардії Росії.
Навесні 2022 року Головним управлінням розвідки Міністерства оборони України було знищено колону військ 748 окремого батальйону оперативного призначення Росгвардії (в/ч 6912, м. Хабаровськ) поблизу селища Димер, Київської області. Росгвардійці були озброєні автоматичною зброєю, важкими кулеметами та осколочними гранатами.
На тимчасово окупованих територіях півдня України підрозділи Військ національної гвардії Росії проводять каральні акції для придушення цивільного населення, що вийшло на вулиці із протестами проти російської окупації. На територіях Херсонської та Запорізької областей військовослужбовці Росгвардії проводять каральні заходи проти мирного населення, щоб не допустити мітингів проти окупантів. На окупованих територіях Херсонської області війська Розгвардії проводять фільтраційні заходи, намагаючись виявити українських військовослужбовців, працівників силових структур, учасників антитерористичної операції та громадських активістів.
Журналіст-розслідувач Христо Грозев у березні 2022 року повідомив, що в Росії заступника начальника Росгвардії Романа Гаврилова затримала ФСБ. Затримання пов'язують із провалами військами Росгвардії окупаційних завдань на території України.
У березні 2022 року Генеральний штаб Збройних Сил України повідомляв про втрати значної кількості озброєння та військової техніки у каральних підрозділів військ Росгвардії, що залучаються до бойових дій. Журналіст Роман Цимбалюк у квітні 2022 року повідомив про знищення підрозділу військ Росгвардії на території України:
| | Під час ведення бойових дій на території України було повністю знищено спеціальний загін швидкого реагування (СОБР) управління Росгвардії по Архангельській області. З 50 військовослужбовців загону живих залишилося всього 6 людей, решта загинула. Більшість тіл загиблих військовослужбовців залишилися на території України |
| — Роман Цимбалюк, Лілія Рагуцька (12 квітня 2022). Захисники України майже повністю знищили один спецпідрозділ СОБР: із 50 солдатів вижили 6. news.obozrevatel.com. Обозреватель. Процитовано 13 квітня 2022. | |

На вересень 2022 року журналісти у відкритих джерелах знайшли відомості як мінімум про 245 загиблих співробітників Росгвардії, більша частина з них — співробітники підрозділів особливого призначення (загони спецназу, СОБР та ОМОН), майже кожен четвертий мав офіцерське звання — щонайменше 16 загиблих. володарі крапового берета

## Завдання
На війська національної гвардії Російської Федерації покладено розв'язання таких основних завдань:
- участь в охороні громадського порядку та забезпеченні громадської безпеки
- охорона важливих державних об'єктів, спеціальних вантажів, споруд на комунікаціях відповідно до переліків, затверджених Урядом Російської Федерації
- участь у боротьбі з тероризмом та екстремізмом
- участь у забезпеченні режимів надзвичайного стану, воєнного стану, правового режиму контртерористичної операції
- участь у територіальній обороні Російської Федерації
- сприяння прикордонним органам ФСБ Росії в охороні державного кордону Росії
- федеральний державний контроль (нагляд) за дотриманням законодавства Російської Федерації у сфері обороту зброї та у сфері приватної охоронної діяльності[ru], а також за забезпеченням безпеки об'єктів паливно-енергетичного комплексу[ru], за діяльністю підрозділів охорони юридичних осіб з особливими статутними завданнями та підрозділів відомчої охорони
- охорона особливо важливих та режимних об'єктів, об'єктів, що підлягають обов'язковій охороні Військами національної гвардії, відповідно до переліку, затвердженого Урядом Російської Федерації, охорона майна фізичних та юридичних осіб за договорами
- забезпечення за рішенням Президента Росії безпеки вищих посадових осіб суб'єктів Російської Федерації (керівників вищих виконавчих органів державної влади суб'єктів Російської Федерації) та інших осіб.

На Війська національної гвардії Росії можуть бути покладені інші завдання рішеннями Президента Російської Федерації, прийнятими відповідно до федеральних конституційних законів і федеральних законів.

## Структура
Війська національної гвардії Російської Федерації утворені з Внутрішніх військ МВС Росії із збереженням структури ВВ МВС Росії та очолюються директором Росгвардії — головнокомандувачем військ національної гвардії Російської Федерації.
До 2018 року було заплановано перехід на військову службу у війська національної гвардії співробітників, які проходять службу в спецпідрозділах СОБР та ОМОН територіальних органів МВС Росії, центру спеціального призначення сил оперативного реагування та авіації МВС Росії, які знаходилися в оперативному підпорядкуванні МВС Росії та відповідних керівників територіальних органів МВС Росії. У ході організаційно-штатних заходів особлива увага при реорганізації у війська національної гвардії мала приділятися вищій державній освіті офіцерів МВС Росії, їх дипломам, факультетам (спеціальностям) та навчальним закладам.
Указом Президента Російської Федерації, штатна чисельність центрального апарату Росгвардії становить 2100 працівників.

### Округи військ національної гвардії
Для управління військовими частинами (підрозділами) діють округи військ національної гвардії на територіях, що зазвичай, відповідають однойменним федеральним округам Росії.
Винятком є Східний округ військ національної гвардії (рос. Восточный округ войск национальной гвардии), який управляє військовими частинами (підрозділами), дислокованими на території Далекосхідного федерального округу.
Назви міста та округів, в яких вони дислокуються:
- Москва — Центральний Оршансько-Хінганський Червонопрапорний округ Військ національної гвардії Росії (рос. Центральный Оршанско-Хинганский Краснознамённый округ Войск национальной гвардии)
- Санкт-Петербург — Північно-Західний ордена Червоної Зірки округ Військ національної гвардії Росії (рос. Северо-Западный ордена Красной Звезды округ Войск национальной гвардии)
- Нижній Новгород — Приволзький округ Військ національної гвардії Росії (рос. Приволжский округ Войск национальной гвардии)
- Ростов-на-Дону — Південний округ Військ національної гвардії Росії (рос. Южный округ Войск национальной гвардии)
- П'ятигорськ — Північно-Кавказький округ військ національної гвардії Росії (рос. Северо-Кавказский округ войск национальной гвардии)
- Єкатеринбург — Уральський округ Військ національної гвардії Росії (рос. Уральский округ Войск национальной гвардии)
- Новосибірськ — Сибірський округ Військ національної гвардії Росії (рос. Сибирский округ Войск национальной гвардии)
- Хабаровськ — Східний округ Військ національної гвардії Росії (рос. Восточный округ Войск национальной гвардии)

### Частини (організації) центрального підпорядкування
До складу військ Національної гвардії Російської Федерації центрального підпорядкування входять такі частини (організації):
- Центральний командний пункт військ національної гвардії.
- Центральний вузол зв'язку Головного командування військ національної гвардії, в/ч 3472 (Московська область, Пушкінський район, н.п. Ашукіно).
- Центр інженерно-технічного забезпечення Головного командування військ національної гвардії, в/ч 6686 (Московська область, м. Балашиха).
- Головний військовий клінічний шпиталь військ національної гвардії, в/ч 3178 (Московська область, м. Балашиха).
- 70-й окремий змішаний авіаційний полк спеціального призначення, в/ч 3694 (Калужской область, м. Єрмоліно): 6 од. Мі-8МТВ-2, 4 од. Мі-24П, 3 од. Мі-26 (№ 26, № 27, № 30), 6 од. Іл-76, Ан-12, Ан-26.
- 3-а окрема змішана авіаційна ескадрилья спеціального призначення, в/ч 3553 (Московська область, Щолківський р-н, м. Щелкове, аеродром Чкаловський): 4 од. Мі-8МТВ-2, 1 од. Ан-72, 3 од. Ту-134, 3 од. Ту-154.

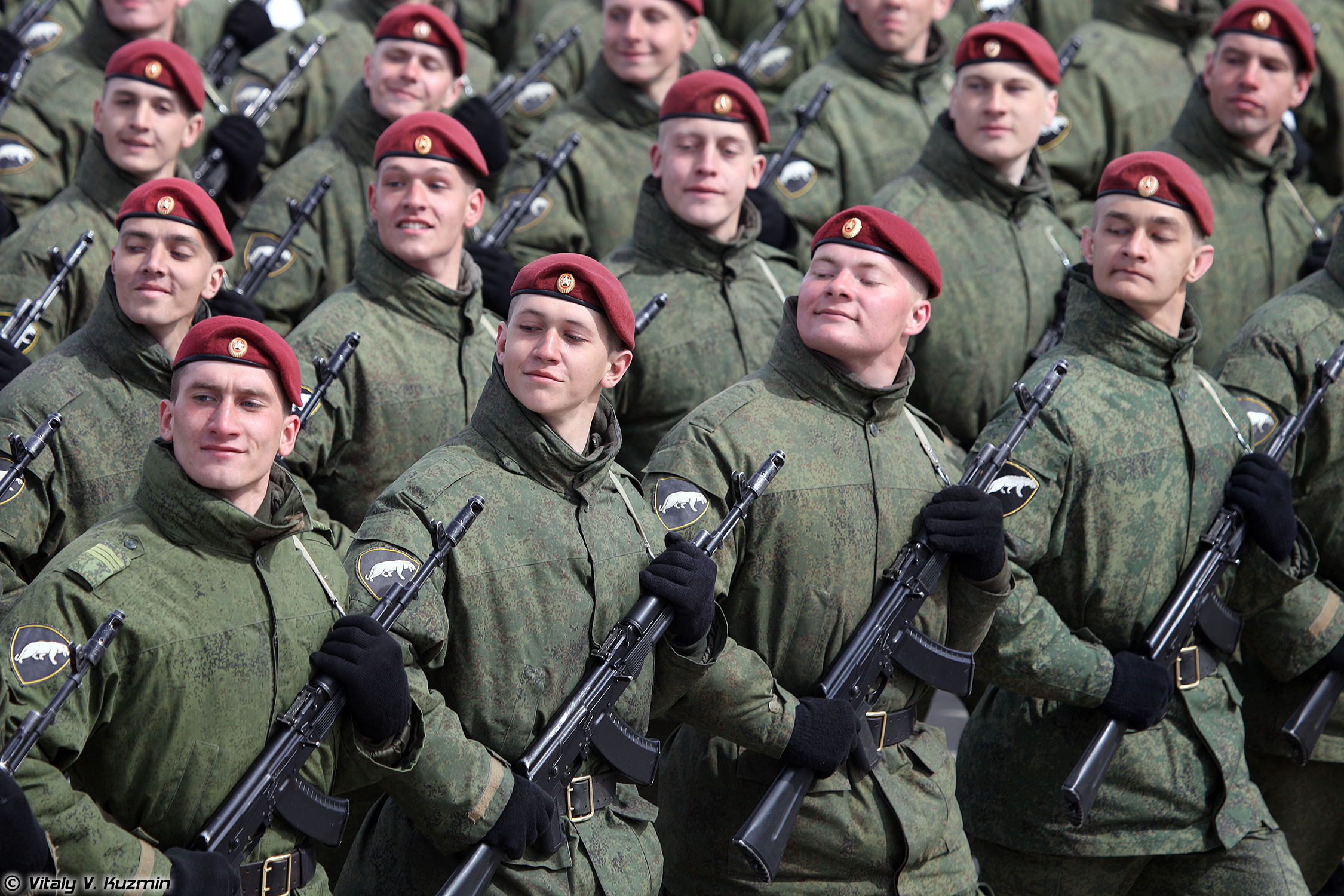
ОДОП на репетиції Параду до Дня перемоги у 2017 році.

- Академічний ансамбль пісні та танці військ національної гвардії Російської Федерації[en].
- Зразково-показовий оркестр військ національної гвардії Російської Федерації.
- Федеральний державний казенний заклад культури «Центральний музей військ національної гвардії Російської Федерації».
- Науковий центр стратегічних досліджень Федеральної служби військ національної гвардії Російської Федерації.
- Центральний архів військ національної гвардії Російської Федерації.
- Центр державної експертизи об'єктів Федеральної служби військ національної гвардії Російської Федерації.
- Головний центр інформаційних технологій військ національної гвардії Російської Федерації.
- Окрема орденів Жукова, Леніна та Жовтневої Революції Червонопрапорна дивізія оперативного призначення імені Ф. Е. Дзержинського (ОДОП).

### Бригади оперативного призначення
- 21-а окрема бригада оперативного призначення[ru] (21 оброп), в/ч 3641 (н.п. Софріно[en])
- 22-а окрема бригада оперативного призначення[ru] (22 оброп), в/ч 3642 (м. Калач-на-Дону)
- 33-я окрема бригада оперативного призначення[ru] (33 оброп), в/ч 3526 (н.п. Леб'яже)
- 34-а окрема бригада оперативного призначення (34 оброн), в/ч 3671 (с. Шумилово)
- 46-та окрема бригада оперативного призначення (46 оброп), в/ч 3025 (м. Грозний)
  - 141-й спеціальний моторизований полк імені Героя Російської Федерації Ахмат-Хаджі Кадирова (Грозний, Ведено)
- 47-а окрема бригада оперативного призначення (47 оброп), в/ч 3702 (м. Краснодар); розформована 31 жовтня 2017[20]
- 49-та окрема бригада оперативного призначення (49 оброп), в/ч 3748 (м. Владикавказ)
- 50-та окрема бригада оперативного призначення (РФ) (50 оброп), в/ч 3660 (с. Козацькі Лагері)
- 102-а окрема бригада оперативного призначення[ru] (102 оброп), в/ч 6752 (м. Махачкала)
- 111-а окрема бригада оперативного призначення (111 оброп), в/ч 6882 (м. Хабаровськ)
- 112-а окрема бригада оперативного призначення (112 оброп), в/ч 6914 (м. Сімферополь, тимчасово окупована територія України).

### Формування спеціального призначення
- Центри
  1. 604-й центр специального назначения — сформований у 2008 році у складі ОДОП шляхом об'єднання 6-го загону спеціального призначення «Вітязь»[en] та 8-го загону спеціального призначення «Русь»[ru], правонаступник УРСН[ru]
  2. 607-й центр спеціального призначення — сформований у 2018 році шляхом об'єднання 17 загону Авангард (колишній Едельвейс) та 242 ОРБ Зеленокумськ. Розташований у м. Железноводськ
  3. 606-й центр спеціального призначення — сформований у 2018 році шляхом об'єднання 34 загону та ОРБ 46 ОБрОН. Розташований у м. Грозний
- Окремі загони
  1. 7-й загін спеціального призначення «Росіч»[ru], м. Новочеркаськ
  2. 12-й загін спеціального призначення «Урал», м. Нижній Тагіл
  3. 15-й загін спеціального призначення «Вятич», м. Армавір
  4. 19-й загін спеціального призначення «Єрмак», м. Новосибірськ
  5. 21-й загін спеціального призначення «Тайфун», м. Хабаровськ
  6. 23-й загін спеціального призначення «Обєрєг»[ru], м. Челябінськ
  7. 25-й загін спеціального призначення «Мєркурій», м. Смоленськ
  8. 26-й загін спеціального призначення «Барс», м. Казань
  9. 27-й загін спеціального призначення «Кузбасс», м. Кемерово
  10. 28-й загін спеціального призначення «Ратнік», м. Архангельськ
  11. 29-й загін спеціального призначення «Булат», м. Уфа
  12. 30-й загін спеціального призначення «Святогор», м. Ставрополь
  13. 33-й загін спеціального призначення «Пєрєсвєт»[ru], м. Москва
  14. 35-й загін спеціального призначення «Русь», м. Сімферополь, тимчасово окупована територія України
  15. загін спеціального призначення «Ірбіс» Дагестан
  16. Окремий взвод спеціального призначення «Росомаха», м. Красноярськ-26.
- Окремі бригади
  1. 115-а окрема бригада спеціального призначення[21] (115 обрспн), в/ч 6942 (м. Керч, тимчасово окупована територія України).

До завдань центрів та загонів, де-юре входить проведення антитерористичних заходів у зоні оперативного обслуговування, пошук та ліквідація незаконних озброєних формувань, ліквідація масових заворушень, затримання особливо небезпечних злочинців, звільнення заручників. До завдань 115-ї бригади входить охорона спорудженого окупаційною «владою» Кримського мосту.

### Навчальні заклади військ національної гвардії
- Новосибірський військовий інститут Росгвардії ім. генерала армії І. К. Яковлєва[ru]
- Пермський військовий інститут військ національної гвардії[ru]
- Санкт-Петербурзький військовий інститут військ національної гвардії[ru]
- Саратовський військовий інститут військ національної гвардії[ru]
- Московське президентське кадетське училище[en]
- Єкатеринбурзький кадетський корпус військ національної гвардії РФ[22]
- Пермський кадетський корпус військ національної гвардії РФ

Також у Військовому університеті Міноборони Росії існує факультет, який готує офіцерів для військ національної гвардії Російської Федерації.
Підготовка артилеристів для військ національної гвардії Російської Федерації здійснюється у Михайлівській військовій артилерійській академії.
Також існує факультет «Тактика та оперативне мистецтво військ національної гвардії» (рос. Тактика и оперативное искусство войск национальной гвардии) у Військовому навчально-науковому центрі Сухопутних військ «Загальновійськова академія Збройних Сил Російської Федерації», який готує офіцерів військ національної гвардії Російської Федерації.

## Особовий склад
У Військах національної гвардії Росії передбачені:
- військова служба
- правоохоронна служба[ru] у Військах національної гвардії Російської Федерації (співробітники, які мають спеціальні звання поліції)
- державна цивільна служба[ru].

Особовий склад військ національної гвардії Росії включає:
- військовослужбовців
- співробітників
- осіб цивільного персоналу (федеральних державних цивільних службовців та працівників) військ національної гвардії Росії.

Комплектування Військ національної гвардії здійснюється відповідно до законодавства Росії:
- військовослужбовцями — шляхом призову громадян Російської Федерації на військову службу за екстериторіальним принципом, і шляхом добровільного надходження громадян Російської Федерації на військову службу за контрактом
- співробітниками — шляхом добровільного надходження громадян Російської Федерації на службу до Військ національної гвардії
- федеральними державними цивільними службовцями
- працівниками.

## Звання військовослужбовців військ національної гвардії
Військові звання присвоюються військовослужбовцям військових частин і з'єднань Федеральної служби військ національної гвардії, які проходять службу за контрактом та призначені на посади рядового, сержантського складу, а також на посади прапорщиків та офіцерів.
| Рядові  | Рядові   | Сержанти         | Сержанти | Сержанти        | Сержанти | Прапорщики | Прапорщики        |
| ------- | -------- | ---------------- | -------- | --------------- | -------- | ---------- | ----------------- |
|         |          |                  |          |                 |          |            |                   |
| Рядовий | Єфрейтор | Молодший сержант | Сержант  | Старший сержант | Старшина | Прапорщик  | Старший прапорщик |

| Молодші офіцери | Молодші офіцери   | Молодші офіцери | Старші офіцери | Старші офіцери | Старші офіцери | Вищі офіцери  | Вищі офіцери      | Вищі офіцери      | Вищі офіцери  |
| --------------- | ----------------- | --------------- | -------------- | -------------- | -------------- | ------------- | ----------------- | ----------------- | ------------- |
|                 |                   |                 |                |                |                |               |                   |                   |               |
| Лейтенант       | Старший лейтенант | Капітан         | Майор          | Підполковник   | Полковник      | Генерал-майор | Генерал-лейтенант | Генерал-полковник | Генерал армії |

Крім того, у морських військових частинах Росгвардії військовослужбовцям присвоюються корабельні військові звання.

## Озброєння та оснащення

Жетон Росгвардії

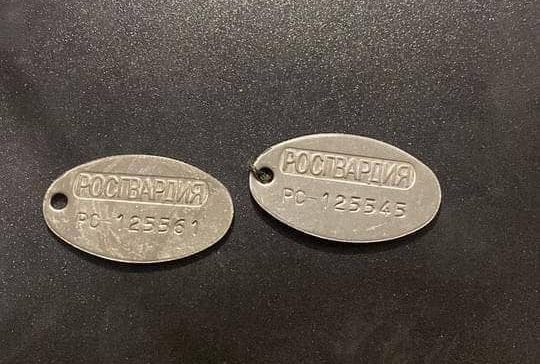
Жетони військовослужбовців Росгвардії

## Однострій та знаки
З 2018 року для військовослужбовців Росгвардії запроваджено нову камуфльовану польову форму «Мох». Для співробітників, які мають спеціальні звання поліції, запроваджено камуфльовану форму синього кольору «Точка». Для підрозділів ОМОН запроваджено форму «Мох-2». Для підрозділів СОБР запроваджено форму «Мох-3».

## Символ та прапор
Прапор та шеврон військ національної гвардії Росії використовують у своїй символіці тамплієрський хрест, що використовується у середні віки лицарями тамплієрами.
20 грудня 2016 року Президент Росії затвердив геральдичний знак — емблему, прапор та прапор Військ національної гвардії Російської Федерації.
Геральдичний знак — емблема являє собою увінчаного короною золотого (срібного) двоголового орла з розкритими крилами, що тримає в лапах схрещені мечі зі срібними мечами. На грудях орла — трикутний щит із закругленою верхньою частиною. У краповому полі щита — вершник, що вражає списом дракона. Щит окований сріблом із золотими скріпами.
Прапор Військ національної гвардії Російської Федерації являє собою прямокутне двостороннє біле полотнище з накладеним на всю площу прапора краповим чотирикінцевим хрестом з кінцями, що розширюються. У центрі полотнища розташований геральдичний знак — емблема військ національної гвардії Російської Федерації. Співвідношення ширини прапора до його довжини — 2:3. Співвідношення ширини емблеми до довжини прапора — 1:2.

## Гендерна дискримінація
У 2018 році п'ять дівчат з Тольятті, посилаючись на 19 статтю Конституції Росії, в якій гарантується рівність прав і свобод людини та громадянина незалежно від статі та міжнародну практику Армії Ізраїлю та Норвегії, в яких жінки проходять строкову військову службу, спробували оскаржити в суді таємний наказ міністра оборони Росії від 24 квітня 2017 року № 025 та таємний наказ директора Росгвардії від 11 липня 2016 року № 01, що забороняють особам жіночої статі обіймати затребувані військові посади за контрактом, зокрема, посади стрільця, снайпера, водія, механіка, танкіста, артилериста. Відповідачами були заявлені Міністерство оборони Росії та Росгвардія. Судовий процес отримав широке висвітлення на російських телеканалах НТВ, 5 канал, 360, Мир, Дождь. Відповідачі назвали судовий процес «агресивним фемінізмом».
Через рік у 2019 році Верховний Суд Росії з третьої спроби прийняв позов Яни Сургаєвої. Проте за результатом розгляду закритої судової справи 22 серпня 2019 року суд відмовив дівчині у праві служити на бойових посадах в армії.